# Lingammanahalli, Gubbi
Lingammanahalli là một làng thuộc tehsil Gubbi, huyện Tumkur, bang Karnataka, Ấn Độ.